# Отец-молодец
«Отец-молодец» (англ. Delivery Man) — американская комедийная драма 2013 года режиссёра Кена Скотта с Винсом Воном в главной роли. Ремейк канадского фильма «Папаша» (Starbuck) 2011 года того же режиссёра.

## Сюжет
Хотя жителю Нью-Йорка Дэвиду Возняку уже за сорок, у него кризис среднего возраста, и он ещё ничего не добился в жизни: он работает развозчиком мяса в семейной фирме (и родной отец грозит увольнением с работы), должен крупную сумму денег каким-то головорезам, а его беременная подруга Эмма не видит в нём ответственного отца семейства. Вскоре к этим проблемам добавляется новая: Дэвид узнаёт, что в результате того, что в студенческие годы в начале 90-х он сдавал сперму в местной клинике, теперь он отец 533 детей. И 142 из них желают знать, кто их отец.
К Дэвиду в руки попадает папка с краткими сведениями о его детях, и он, не в силах устоять, вытягивает листок за листком. Не раскрывая себя, он знакомится с некоторыми своими детьми и пытается помочь им в меру своих сил…

## В ролях
- Винс Вон — Дэвид Возняк
- Крис Прэтт — Бретт
- Коби Смолдерс — Эмма
- Бобби Мойнахан — Алекси
- Бритт Робертсон — Кристен
- Джек Рейнор — Джош
- Мэттью Даддарио — Ченнинг
- Джессика Уильямс — Таня
- Дамиан Янг — Уильямс
- Гленн Флешлер — владелец кофейни
- Джей Лено — играет сам себя
- Билл Мар — играет сам себя

## Отзывы
Фильм получил в основном негативные отзывы кинокритиков. На сайте Rotten Tomatoes на основе 145 рецензий фильм имеет рейтинг 39 %.